# Mydriase
Mydriase is de medische term voor verwijde pupil. Er zijn veel mogelijke oorzaken voor mydriase; ziekten, traumata en geneesmiddelen kunnen een verwijde pupil veroorzaken. Mydriase is het tegenovergestelde van miose. Bij mydriase wordt de spier musculus dilatator pupillae gebruikt. Mydriase komt voor als de pupil groot is en er dus weinig licht is. De tegenhanger van deze spier is de musculus sphincter pupillae, deze wordt gebruikt bij miose. Dit effect kan ook worden bereikt met mydriatica.